# جو فيلا
جو فيلا (بالإنجليزية: Joe Vila)‏ هو كاتب حول الرياضة أمريكي، ولد في 16 سبتمبر 1866 في بوسطن في الولايات المتحدة، وتوفي في 27 أبريل 1934 في بروكلين في الولايات المتحدة.